# Toshihiro Hattori
Toshihiro Hattori (Shizuoka, 23. rujna 1973.) japanski je nogometaš.

## Klupska karijera
Igrao je za: Júbilo Iwata, Tokyo Verdy, Gainare Tottori i FC Gifu.

## Reprezentativna karijera
Za japansku reprezentaciju igrao je od 1996. do 2003. godine. Odigrao je 44 utakmice postigavši 2 pogodaka.
S japanskom reprezentacijom Toshihiro Hattori igrao jr na dva svjetska prvenstva (1998. i 2002.) dok je 2000. s Japanom osvojio AFC Azijski kup.

## Statistika
| Japan  | Japan | Japan |
| Godina | Nas.  | Gol.  |
| ------ | ----- | ----- |
| 1996.  | 1     | 0     |
| 1997.  | 1     | 0     |
| 1998.  | 5     | 0     |
| 1999.  | 5     | 0     |
| 2000.  | 12    | 1     |
| 2001.  | 11    | 1     |
| 2002.  | 5     | 0     |
| 2003.  | 4     | 0     |
| Ukupno | 44    | 2     |

## Vanjske poveznice
- National Football Teams
- Japan National Football Team Database